# Innlandet fylke
Innlandet är ett fylke och fylkeskommun i Norge som inrättades den 1 januari 2020. Det består av de tidigare fylkena Hedmark och Oppland med undantag av Jevnakers och Lunners kommuner som lades till Viken fylke (nuvarande Akershus fylke). Innlandet gränsar till fylkena Trøndelag i norr, Møre och Romsdal i nordväst, Vestland i väster och Akershus i söder. Dessutom gränsar Innlandet till Jämtlands, Dalarnas och Värmlands län i Sverige i öster.
Området täcker nära 17 procent av fastlandsområdet i Norge och sträcker sig från Osloregionen i söder till Trøndelag i norr. I väster avgränsas regionen av Jotunheimen och bergsområdena Valdres, och i öster har gränserna till Sverige.
Norges största sjö, Mjøsa, är centralt beläget mitt i Innlandet. Runt Mjøsa finns städerna Brumunddal, Gjøvik, Moelv, Hamar och Lillehammer, som också kallas Mjøsbyene och Mjøsby-regionen.
Förutom Norges största sjö, inrymmer Innland även Norges högsta berg, Galdhøpiggen och Norges längsta flod, Glomma.
Innlandet har en stor jordbruks- och skogsbrukssektor. Cirka 20 procent av jordbruksproduktionen i Norge äger rum i Innlandet och cirka 40 procent av all skörd. 
Inlandet motsvarar Uplandenes amt, som inrättades 1757, då amtet avskiljdes från Akershus stiftsamt. 1781 delades amtet upp i Kristians och Hedemarkens amt, som också kallades Vestre och Østre Uplanden. 1919 ändrade dessa namn igen till Oppland respektive Hedmark fylke.

## Hedmark och Oppland blir Innlandet
Som en del av regionalreformen föreslogs Hedmark och Oppland att slås samman till ett fylke. I december 2017 föreslogs att namnet på det nya sammanslagna fylket skulle vara Innlandet. Fusionen beslutades formellt av de två fylkeskommunerna i Hedmark och Oppland den 15 januari 2018. Det beslutades också att det framtida fylkestinget i Innlandet skulle ha 57 ledamöter. Aleksander Hagen valdes vid det konstituerande mötet till ordförande för den gemensamma kommittén för sammanslagning av fylkeskommunerna i Oppland och Hedmark. Nya fylkeskommunen blev verklighet från och med den 1 januari 2020 
Fylkesmannens kontor för det nya sammanslagna fylket beslutades vara beläget i Lillehammer redan 2019. Det administrativa huvudkontoret och det politiskt ledarskapet för den nya fylkeskommunen har beslutats förläggas till Hamar, men det kommer också att finnas fylkeskommunala funktioner i Lillehammer. Tidigare justisminister Knut Storberget har utsetts till fylkesordförande för Innlandet.

## Kommuner
Det finns 46 kommuner i Innlandet fylke:

- Alvdals kommun
- Dovre kommun
- Eidskogs kommun
- Elverums kommun
- Engerdals kommun
- Etnedals kommun
- Folldals kommun
- Gausdals kommun
- Gjøviks kommun
- Grans kommun
- Grue kommun
- Hamars kommun
- Kongsvingers kommun
- Lesja kommun
- Lillehammers kommun
- Loms kommun
- Løtens kommun
- Nord-Aurdals kommun
- Nord-Frons kommun
- Nord-Odals kommun
- Nordre Lands kommun
- Os kommun
- Rendalens kommun
- Ringebu kommun
- Ringsakers kommun
- Sels kommun
- Skjåks kommun
- Stange kommun
- Stor-Elvdals kommun
- Søndre Lands kommun
- Sør-Aurdals kommun
- Sør-Frons kommun
- Sør-Odals kommun
- Tolga kommun
- Trysils kommun
- Tynsets kommun
- Vangs kommun
- Vestre Slidre kommun
- Vestre Totens kommun
- Vågå kommun
- Vålers kommun
- Åmots kommun
- Åsnes kommun
- Østre Totens kommun
- Øystre Slidre kommun
- Øyers kommun

## Städer
I Innlandet fylke finns tolv städer:
- Brumunddal
- Elverum
- Fagernes
- Gjøvik
- Hamar (residensstad)
- Kongsvinger
- Lillehammer
- Moelv
- Otta
- Raufoss
- Tynset
- Vinstra